# Komisja prezydencka (Irlandia)
Komisja prezydencka (irl. Coimisiún na hUachtaránachta) – kolektywny organ pełniący tymczasowo obowiązki głowy państwa Irlandii, w której skład wchodzą trzy wyznaczone przez konstytucję osoby 

## Skład komisji
W skład komisji wchodzą trzy osoby:
- Przewodniczący Sądu Najwyższego (ang. Chief Justice)
- Ceann Comhairle – przewodniczący Dáil Éireann (niższa izba parlamentu)
- Cathaoirleach – przewodniczący Seanad Éireann (wyższa izba parlamentu)

## Cele i uprawnienia
Komisja prezydencka w Irlandii obejmuje wszystkie funkcje i obowiązki prezydenta Irlandii w sytuacji gdy na tym stanowisku jest wakat lub gdy prezydent jest niedostępny.
Wakat może obejmować sytuacje:
- śmierci
- rezygnacji z urzędu
- impeachmentu
- okresu pomiędzy dwiema kadencjami.

Komisja często działa również w sytuacji gdy prezydent jest poza Irlandią, wizytując inne kraje.

## Komisje prezydenckie i ich składy

### 1937-38
Działała pomiędzy przyjęciem Konstytucji Irlandii a inauguracją Douglasa Hyde’a.
| Osoba            | Tytuł                           | Partia      | Początek prac komisji | Koniec prac komisji |
| ---------------- | ------------------------------- | ----------- | --------------------- | ------------------- |
| Timothy Sullivan | przewodniczący Sądu Najwyższego | bezpartyjny | 29 grudnia 1937       | 25 czerwca 1938     |
| Frank Fahy       | Ceann Comhairle                 | Fianna Fáil | 29 grudnia 1937       | 25 czerwca 1938     |
| Conor Maguire    | prezydent Sądu Najwyższego      | bezpartyjny | 29 grudnia 1937       | 25 czerwca 1938     |

### 1974
Działała pomiędzy śmiercią Erskine Hamiltona Childersa a inauguracją Cearbhalla Ó Dálaigha.
| Osoba         | Tytuł                           | Partia       | Początek prac komisji | Koniec prac komisji |
| ------------- | ------------------------------- | ------------ | --------------------- | ------------------- |
| Tom O’Higgins | przewodniczący Sądu Najwyższego | bezpartyjny  | 17 listopada 1974     | 19 grudnia 1974     |
| Seán Treacy   | Ceann Comhairle                 | Partia Pracy | 17 listopada 1974     | 19 grudnia 1974     |
| James Dooge   | Cathaoirleach                   | Fine Gael    | 17 listopada 1974     | 19 grudnia 1974     |

### 1976
Działała pomiędzy rezygnacją Cearbhalla Ó Dálaigha a inauguracją Patricka Hillery'ego.
| Osoba         | Tytuł                           | Partia       | Początek prac komisji | Koniec prac komisji |
| ------------- | ------------------------------- | ------------ | --------------------- | ------------------- |
| Tom O’Higgins | przewodniczący Sądu Najwyższego | bezpartyjny  | 22 października 1976  | 3 grudnia 1976      |
| Seán Treacy   | Ceann Comhairle                 | Partia Pracy | 22 października 1976  | 3 grudnia 1976      |
| James Dooge   | Cathaoirleach                   | Fine Gael    | 22 października 1976  | 3 grudnia 1976      |

### 1997
Działała pomiędzy rezygnacją Mary Robinson a inauguracja Mary McAleese.
| Osoba           | Tytuł                           | Partia       | Początek prac    | Koniec prac       |
| --------------- | ------------------------------- | ------------ | ---------------- | ----------------- |
| Liam Hamilton   | przewodniczący Sądu Najwyższego | bezpartyjny  | 12 września 1997 | 11 listopada 1997 |
| Séamus Pattison | Ceann Comhairle                 | Partia Pracy | 12 września 1997 | 11 listopada 1997 |
| Liam Cosgrave   | Cathaoirleach                   | Fine Gael    | 12 września 1997 | 17 września 1997  |
| Brian Mullooly  | Cathaoirleach                   | Fianna Fáil  | 17 września 1997 | 11 listopada 1997 |